# Loulav
Cet article traite du loulav lui-même, pour le faisceau des quatre espèces appelé loulav par métonymie, voir Quatre espèces
Le loulav (hébreu : לולב) est une branche fermée de palmier-dattier, l’une des quatre espèces que la Bible prescrit lors de la fête biblique de Souccot.

## Leloulavdans les sources juives

### Dans la Bible hébraïque
Il est prescrit, dans le Lévitique, de prendre « le premier jour, du fruit de l’arbre hadar, des palmes de dattier (kappot tamarim), des rameaux de l’arbre ʿavot et des saules de fleuve, et [de se réjouir] devant YWHW votre Dieu, pendant sept jours » (Lévitique 23:40).

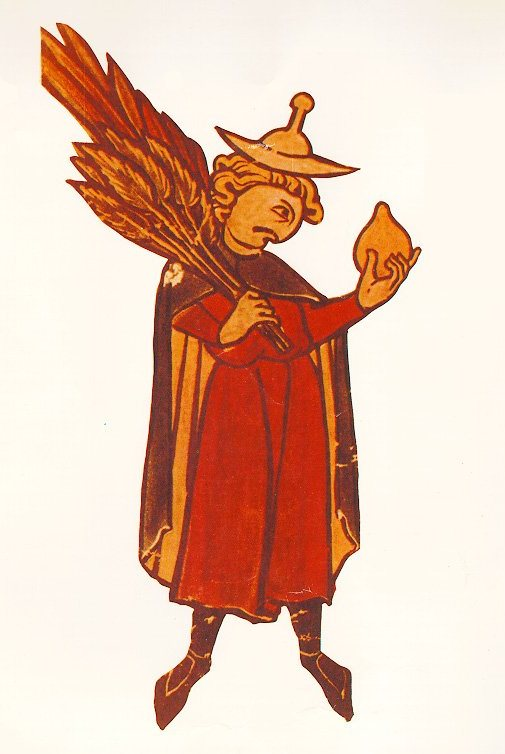
Détail d'un calendrier médiéval, où le personnage juif porte le loulav à l'épaule, tout en observant un cédrat.

L’identification des kappot tamarim est relativement aisée : il s’agit du palmier-dattier commun (Phoenix dactylifera), répandu dans la péninsule du Sinaï septentrionale, dans les oasis, dans la vallée du Jourdain et en terre d'Israël mais non en Europe, du fait du climat plus rigoureux. En revanche, rien n’est dit du nombre de palmes, de ses caractéristiques (longueur, état de maturation etc.) ni même de son usage. Lors du retour à Sion, les notables prescrivent au peuple, après avoir entendu la lecture publique de la Torah, de « [rapporter de la montagne] des feuilles d'olivier, des feuilles de l'arbre qui donne de l'huile, des feuilles de myrte, des feuilles de palmier [et] des feuilles d'arbres touffus [pour] faire des soukkot (huttes), comme il est écrit » (Néhémie 8:15). La tradition juive rabbinique suivra cependant une autre voie que cette interprétation.

### Dans la littérature des Sages
La Mishna, compilation de traditions orales transmises selon les rabbins de maître à disciple depuis le don de la Torah par Moïse, stipule qu’« un loulav volé ou desséché est disqualifié à l’usage, [s'il provient] d'une ashera [arbre voué à un culte idolâtre] ou d'une ville détruite [pour s'être livrée à l'idolâtrie], il est disqualifié ».

## Galerie

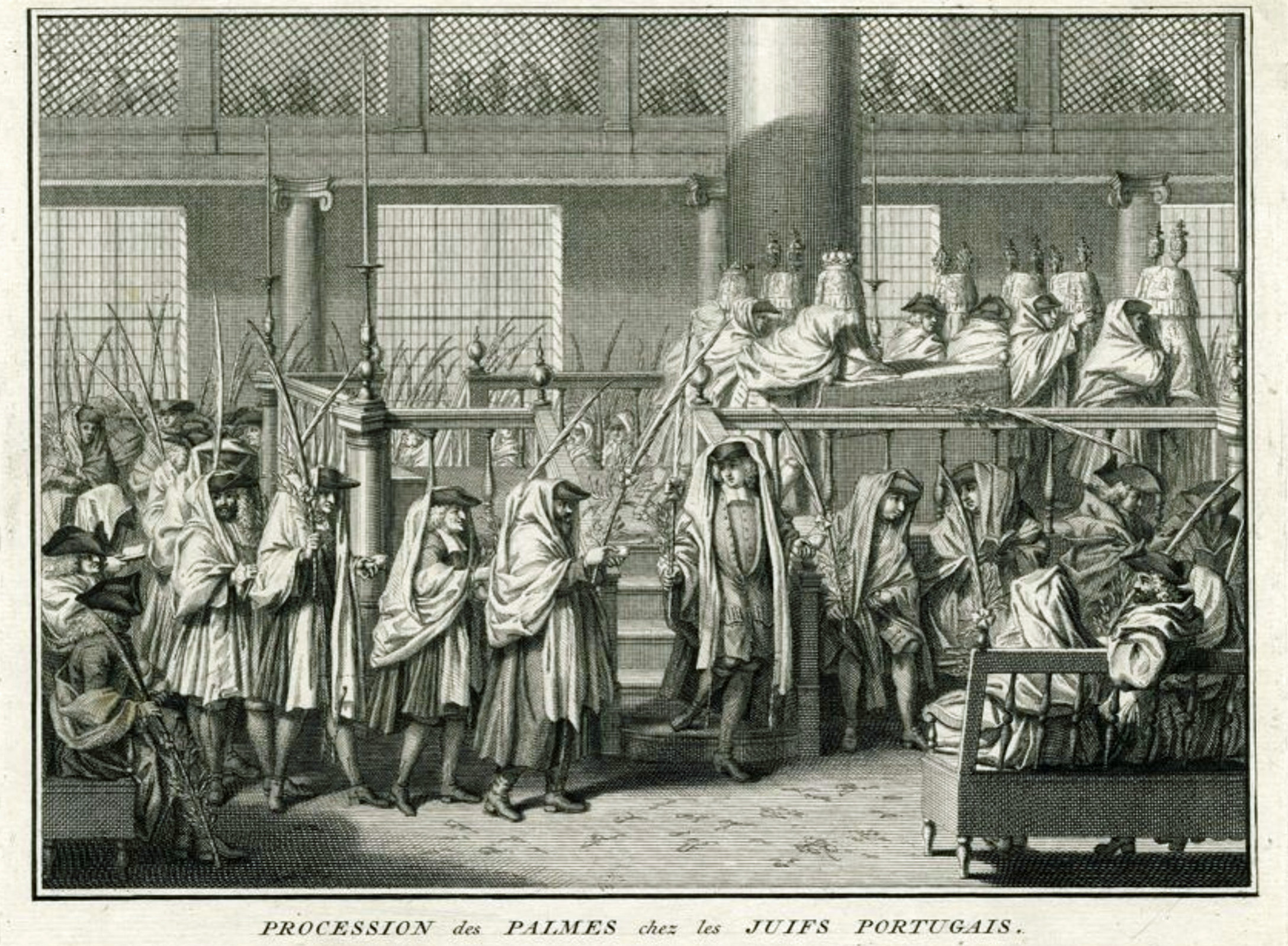
« Procession des Palmes chez les Juifs Portugais » lors de Hoshana Rabbah (Picart, 1724)